# Melati van Java

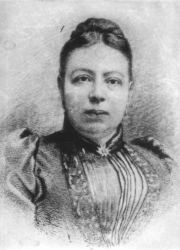
Melati van Java

Melati van Java, pseudonym för Nicolina Maria Christina Sloot, född 13 januari 1853 i Surabaya, död 3 januari 1927 i Noordwijk aan Zee, var en nederländsk författare.
Sloot var från 1871 bosatt i Nederländerna, där hon författade ett stort antal romaner, samlade 1900–02 i serien "Romantische werke", av vilka de historiska, bland andra De jonkvrouw van Groenerode (1874) och Van slaaf tot vorst (1888) vann störst spridning. Hon användare även signaturen "Mathilde".